# Chiesa di San Lorenzo Martire (Galliavola)
La chiesa di San Lorenzo Martire è la parrocchiale di Galliavola, in provincia di Pavia e diocesi di Vigevano; fa parte del vicariato di Mede.

## Storia
Originariamente Galliavola ricedeva nel territorio di giurisdizione della pieve di Lomello; la chiesa venne visitata nel 1460 dal vicario diocesano Amico de Fossulanis.
Nel Cinquecento la chiesa era sede di un vicariato, in cui erano inserite anche le parrocchie di San Pietro di Valeggio, San Giuliano di Scaldasole, San Giovanni Battista di Ferrera Erbognone, San Pietro di Gallia e Grumello.
Nel 1817 la chiesa, che risultava all'epoca compresa nel vicariato di Lomello, passò dalla diocesi di Pavia a quella di Vigevano, come stabilito dalla bolla Beati Petri di papa Pio VI del 17 luglio e confermato dal successivo breve Cum per nostras litteras del 26 settembre.
L'antico luogo di culto fu demolito nel 1833 e l'anno seguente iniziarono i lavori di costruzione della parrocchiale neoclassica.
Dalla relazione della visita pastorale del vescovo Vincenzo Forzani del 1845 si apprende che i fedeli ammontavano a 862 e che la parrocchiale, in cui aveva sede la confraternita dei Santi Giovanni Battista e Francesco, aveva come filiali una cappella privata e l'oratorio campestre della Dolorata Santissima Vergine.
Il 6 gennaio 1971 la chiesa entrò a far parte della neo-costituita zona pastorale sud-ovest in base al decreto del vescovo Luigi Barbero, per poi essere aggregata il 1º gennaio 1972 al vicariato di Mede su volere del suo successore monsignor Mario Rossi.

## Descrizione

### Facciata
La facciata a capanna della chiesa, rivolta a sudovest, presenta il portale d'ingresso e sei riquadri con raffigurazioni sacre ed è scandita da quattro paraste tuscaniche sorreggenti la trabeazione con fregio liscio e il timpano di forma triangolare
Annesso alla parrocchiale è il campanile a base quadrata, la cui cella presenta su ogni lato una monofora a tutto sesto ed è coronata dal tetto a quattro falde.

### Interno
L'interno dell'edificio si compone di un'unica navata, sulla quale si affacciano le cappelle laterali, introdotte da archi a tutto sesto e tra di loro intercomunicanti, e le cui pareti sono scandite da paraste sorreggenti il cornicione aggettante sopra il quale si imposta la volta a botte; al termine dell'aula si sviluppa il presbiterio, a sua volta chiuso dall'abside di forma semicircolare.